# Onkamon Särkijärvi
Onkamon Särkijärvi este o arie protejată (arie specială de conservare — SAC, sit de importanță comunitară — SCI) din Finlanda întinsă pe o suprafață de 1.070 ha, integral pe uscat.

## Localizare
Centrul sitului Onkamon Särkijärvi este situat la coordonatele 62°20′27″N 30°04′27″E / 62.3408°N 30.0742°E.

## Înființare
Situl Onkamon Särkijärvi a fost declarat sit de importanță comunitară în august 1998 pentru a proteja 1 specie de plante. Situl a fost protejat și ca arie specială de conservare în aprilie 2015.

## Biodiversitate
Situată în ecoregiunea boreală, aria protejată conține 1 habitat natural: Ape oligotrofe din câmpii nisipoase, cu un conținut foarte redus de minerale (Littorelletalia uniflorae).
La baza desemnării sitului se află o specie protejată de  plante: Najas tenuissima.
Pe lângă speciile protejate, pe teritoriul sitului au mai fost identificate 2 specii de plante.